# 2342 Lebedev
2342 Lebedev (1968 UQ) là một tiểu hành tinh nằm phía ngoài của vành đai chính được phát hiện ngày 22 tháng 10 năm 1968 bởi T. M. Smirnova ở Đài vật lý thiên văn Crimean.